# Eupithecia recens
Eupithecia recens är en fjärilsart som beskrevs av Karl Dietze 1904. Eupithecia recens ingår i släktet Eupithecia och familjen mätare. Inga underarter finns listade i Catalogue of Life.